# Butterfly, Butterfly (The Last Hurrah)
«Butterfly, Butterfly (The Last Hurrah)» es una canción de a-ha. Es el único tema extraído del álbum 25. Era la canción de despedida el grupo hasta su regreso en diciembre del 2014.
La canción tuvo la premier mundial el 14 de junio a las 9:50 a través del sitio web de VG y el 16 de julio en el Reino Unido en el show de Ken Bruce de Radio 2.
La canción, entró en las listas noruegas en la posición 32 y en su primera semana se ha posicionado en el puesto 33 en las listas de Polonia. Actualmente, la canción está posicionada en el 6º puesto en Noruega.

## Sencillo
El sencillo en formato digital salió en Noruega el 5 de julio debutando en el puesto 13 la semana siguiente. El sencillo también salió en este formato en Japón el 21 de julio, en Austria, Alemania, Hungría, Polonia, Eslovaquia y la República Checa el 30 de julio y en el Reino Unido el 20 de septiembre. Se espera que salga en España el 27 de septiembre. La canción que se puede comprar es la versión del álbum.
| Descarga digital |                                                          |                     |          |  |
| N.º              | Título                                                   | Escritor(es)        | Duración |  |
| 1.               | «Butterfly, Butterfly (The Last Hurrah)» (Album Version) | Paul Waaktaar-Savoy | 4:10     |  |
| 4:10             |                                                          |                     |          |  |

El sencillo en formato físico salió exclusivamente en Alemania y el Reino Unido el 20 de septiembre. El estándar de 2 pistas incluye dos de las versiones de "Butterfly, Buterfly (The Last Hurrah)", la primera de ellas no se encuentra en ningún otro formato.
| CD-Single |                                                                  |                     |          |  |
| N.º       | Título                                                           | Escritor(es)        | Duración |  |
| 1.        | «Butterfly, Butterfly (The Last Hurrah)» (Single Edit)           | Paul Waaktaar-Savoy | 3:40     |  |
| 2.        | «Butterfly, Butterfly (The Last Hurrah)» (Steve Osborne Version) | Paul Waaktaar-Savoy | 4:28     |  |
| 8:08      |                                                                  |                     |          |  |

El Alemania salió, además del sencillo físico, este EP en exclusiva a través de iTunes que incluye dos de las tres versiones de "Butterfly, Butterfly (The Last Hurrah)" además de versiones del álbum de "The Sun Always Shines on T.V." y el vídeo de "Stay on These Roads", dirigido por Andy Morahan.
| iTunes (EP digital) |                                                                  |                                                      |          |  |
| N.º                 | Título                                                           | Escritor(es)                                         | Duración |  |
| 1.                  | «Butterfly, Butterfly (The Last Hurrah)» (Album Version)         | Paul Waaktaar-Savoy                                  | 4:10     |  |
| 2.                  | «Butterfly, Butterfly (The Last Hurrah)» (Steve Osborne Version) | Paul Waaktaar-Savoy                                  | 4:30     |  |
| 3.                  | «The Sun Always Shines on T.V.» (Album Version)                  | Paul Waaktaar-Savoy                                  | 5:06     |  |
| 4.                  | «Hunting High and Low» (Album Version)                           | Paul Waaktaar-Savoy                                  | 3:45     |  |
| 5.                  | «Stay on These Roads» (Video)                                    | Morten Harket, Magne Furuholmen, Paul Waaktaar-Savoy | 4:46     |  |
| 22:17               |                                                                  |                                                      |          |  |

## Vídeo musical
El vídeo para la canción fue grabado a principios de la tercera semana de julio en Inglaterra y fue dirigido por Steve Barron. Tuvo la premier en la página oficial de MySpace de a-ha el 13 de agosto de 2010.
El vídeo muestra a a-ha interpretando al tema mientras, a modo de flash-back, se muestran extractos de vídeos anteriores del grupo ("Take on Me", "The Sun Always Shines on T.V.", "I've Been Losing You", "Cry Wolf" y "Manhattan Skyline"). Las referencias a mariposas son continuas, mostrando varias tomas del insecto o metiendo a los tres músicos en capullos. Al final del vídeo, la banda se abraza antes de convertirse en mariposas para emprender un vuelo en solitario.
Para este vídeo, a-ha quiso volver a unir lazos con el director Steve Barron, que anteriormente había dirigido siete vídeos de la banda entre 1985 y 1990. Así el grupo se despide con el mismo director que hace 25 años los llevó a la fama con el innovador clip para "Take on Me" (1985). Barron también dirigió "The Sun Always Shines on T.V." (1985) y "Hunting High and Low" (1986) de Hunting High and Low (1985); "Cry Wolf" (1986) y "Manhattan Skyline" (1987) de Scoundrel Days (1986); "The Living Daylights" (1987); y "Crying in the Rain" (1990) de East of the Sun, West of the Moon (1990).